# Geo Bogza
Geo Bogza, all'anagrafe Gheorghe Bogza (Blejoi, 6 febbraio 1908 – Bucarest, 14 settembre 1993), è stato un poeta, saggista e giornalista rumeno.
Teorico dell'avanguardia, era noto per le sue convinzioni politiche di sinistra e comuniste. Da giovane, nel periodo tra le due guerre mondiali, divenne conosciuto come un ribelle ed uno dei più influenti surrealisti rumeni. Molte delle sue controverse poesie lo portarono per due volte alla prigionia per motivi di oscenità, e lo videro partecipare al conflitto tra giovani e vecchi scrittori rumeni, così come al confronto tra l'avanguardia e l'estrema destra. In una fase successiva, Bogza ha ottenuto il plauso per i suoi numerosi e completi lavori di reportage, essendo uno dei primi a coltivare il genere nella letteratura rumena e utilizzandolo come luogo di critica sociale.
Dopo la fondazione della Repubblica Popolare Romena, Bogza adattò il suo stile al realismo socialista, diventando una delle figure letterarie più importanti al servizio del governo. Con il tempo, divenne un sottile critico del regime, soprattutto sotto il dominio di Nicolae Ceaușescu, quando adottò una posizione dissidente. A partire dalla fine degli anni 1960, pubblicizzò i suoi scomodi atteggiamenti come sottotesto di articoli e saggi apparentemente innocenti. Editore delle riviste Viața Românească e România Literară, Geo Bogza fu uno dei leader dell'Unione degli scrittori rumeni e membro dell'Accademia rumena.
Era il fratello maggiore del noto scrittore Radu Tudoran, le cui scelte politiche erano però in netto contrasto con quelle di Geo Bogza, e fece di Tudoran l'oggetto della persecuzione comunista. Bogza mantenne contatti con alcuni rappresentanti dell'avanguardia rumena, tra cui Victor Brauner, Max Blecher, Sesto Pals, Sașa Pană e Paul Păun, ed era amico, tra gli altri, del saggista e teologo Nicolae Steinhardt, del dissidente Gheorghe Ursu e del regista Mircea Săucan.

## Biografia

### Giovinezza
Nato a Blejoi, nel distretto di Prahova, Bogza frequentò la scuola di Ploiești, formandosi poi come marinaio all'Accademia navale di Costanza, pur non arruolandosi in seguito nella marina militare rumena. Fino all'età di 28 anni, lavorò come marinaio su una nave commerciale. In seguito tornò alla sua nativa Prahova, vivendo a Buștenari, dove incontrò e si innamorò di Elisabeta (conosciuta anche come Bunty), che sposò subito dopo. La loro storia d'amore fu celebrata dall'amico Nicolae Tzone, che affermò anche che "viveva semplicemente e senza alcun tipo di tumulto nella sua ombra". In seguito la coppia si trasferì a Bucarest nella casa di Sașa Pană e, per un po' di tempo dopo, nella sede della redazione della rivista Unu. In vecchiaia, egli parlava di uno di questi alloggi come "un'unsanità".

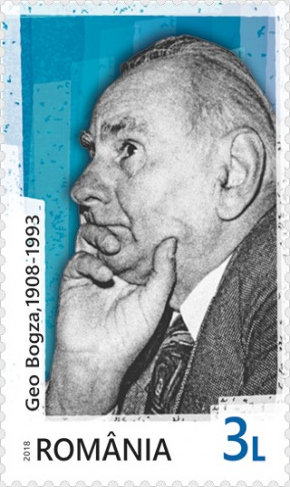
Francobollo commemorativo emesso nel 2018.

Nel 1927 esordì nella poesia, scrivendo per la rivista modernista Câmpina di Prahova, diretta dal poeta Alexandru Tudor-Miu. L'anno seguente contribuì alla rivista d'avanguardia Unu di Sașa Pană, curò una rivista surrealista e antiborghese di breve durata che si ispirava a Urmuz, e fu pubblicatò su Bilete de Papagal di Tudor Arghezi, il quale ammirava lo scrittore più giovane, e gli è stato attribuito il merito di aver suggerito il nome Urmuz per la rivista.
In quel periodo Geo Bogza divenne uno dei più riconoscibili giovani autori ribelli, una categoria che comprendeva, tra gli altri, Marcel Avramescu, Gherasim Luca, Paul Păun, Constantin Nisipeanu e Sesto Pals. Nel tempo, divenne un noto collaboratore della stampa di sinistra e socialista e uno dei più rispettati autori rumeni di prosa reportage. In uno dei suoi articoli-manifesto scrisse: "Ho sempre avuto la scomoda impressione che ogni bellezza possa entrare nella coscienza di un borghese solo a quattro zampe". Scrivendo per Urmuz, condannò le convenzioni come "un falso sole" e "acrobazie intellettuali", raffigurando la sua rivista come "una frusta che colpisce la mente".
Vincendo gli elogi dei suoi giovani colleghi autori Stephan Roll e Ilarie Voronca, fu criticato da George Călinescu, che lo accusò di "priapismo", per il suo tono irriverente e l'immaginario erotico di Bogza. Fu anche alla fine degli anni 1920 che Bogza iniziò a girare la valle di Prahova, diventando un osservatore attento della vita locale all'ombra dell'industria petrolifera. Nell'agosto del 1928 ebbe un conflitto con Tudor-Miu, dopo che quest'ultimo modificò una poesia che Bogza aveva mandato a pubblicare su Câmpina: i due si riconciliarono più tardi nell'anno, e successivamente Bogza scrisse una poesia speciale per il suo anniversario di un anno. La sua collaborazione con Pană, Roll, Ion Vinea, Simion Stolnicu e altri portò alla costituzione di un gruppo letterario ad hoc, definito dallo scrittore e critico Camil Petrescu come "i rivoluzionari di Câmpina" (la città dove Bogza trascorse molto del suo tempo). Tra gli altri scrittori che si unirono a Bogza nella pubblicazione dei cinque numeri di Urmuz vi furono Voronca e il dadaista Tristan Tzara.
Stabilì anche un'amicizia e una collaborazione con il fotografo Giuseppe Bernea e il pittore Victor Brauner, e fu vicino allo scrittore e futuro eremita ortodosso Nicolae Steinhardt. Dopo il 1930, fu coinvolto in polemiche con giovani autori tradizionalisti, tra cui il poeta Otilia Cazimir (che accusò di aver scritto con "ipocrisia") e membri dell'eclettico gruppo noto come Criterion (che, egli sosteneva, erano colpevoli di "ridicolo e opportunismo"). Anche i suoi rapporti con Arghezi si allontanarono, dopo che Bogza espresse disapprovazione per la decisione di Arghezi del 1930 di collaborare con la Radio rumena (Geo Bogza aveva attirato l'attenzione sulle precedenti dichiarazioni pubbliche del suo collega più anziano, in cui aveva criticato l'emittente nazionale per vari motivi).
A un certo punto, alla fine degli anni 1930, Bogza fu irritato dopo aver letto un articolo scritto da uno dei suoi avversari fascisti, Alexandru Hodoș (poi membro della Guardia di Ferro), il quale aveva accusato Bogza di non essere di etnia romena: questa accusa spinse Bogza ad approfondire le sue origini e il suo nome e a confutare l'accusa, indicando che suo padre era originario del villaggio di Bogzești, frazione di Secuieni, nel distretto di Neamț, e che sua madre (nata Georgescu) era figlia di un attivista transilvano rumeno fuggito dall'Austria-Ungheria nel Regno di Romania. La discendenza fu confermata dal critico letterario George Călinescu come parte di un breve saggio biografico. Geo Bogza, che indicava di essere stato battezzato ortodosso rumeno, sottolineò anche che il suo nome, Gheorghe, era stato trasformato ipocoristicamente in Geo  quando era ancora bambino, e che era venuto a preferire la forma abbreviata. Durante le prime fasi della sua carriera, è noto per aver firmato scritti con il nome George Bogza (George è una variante di Gheorghe).

### Processi e detenzione
L'opera di Bogza fu al centro di scandali negli anni 1930: fu arrestato per la prima volta con l'accusa di aver prodotto pornografia nel 1930, per il suo Sex Diary, e fu temporaneamente detenuto nel carcere di Văcărești, fino a quando non fu assolto. All'epoca, egli rispose all'atmosfera ostile pubblicando un articolo in unu che includeva le parole "Accademici, rasate i vostri cervelli" (traducibile anche come "disinfettate il vostro cervello!"). In riferimento al suo processo, la rivista Unu scrisse: "Bogza sarà processato e riceverà una punizione per aver avuto l'imprudenza di non lasciarsi macerare dal "comportamento corretto", per aver inzuppato le braccia fino alle feci, per averle sollevate fino al naso, annusandole e poi spruzzando tutti coloro che si dilettano con le narici senza percepire la sua natura esasperata." Altre reazioni positive ai suoi scritti, in particolare quella degli insegnanti di un liceo di Ploiești, che lo invitavano a partecipare a una celebrazione che segnava l'inizio dell'anno scolastico.
Secondo quanto riferito, Bogza chiese di essere difeso da Ionel Teodoreanu, noto scrittore che aveva una formazione in giurisprudenza, ma alla fine venne difeso da Ionel Jianu. Dopo la sua vittoria in tribunale, fece stampare biglietti da visita con scritto [maiuscolo nell'originale] "GEO BOGZA/ASSOLTO/28 NOVEMBRE 1932". Alla fine del 1933, diresse una nuova rivista, intitolata Viața Imediată ("Vita immediata"), di cui venne pubblicato un solo numero: la foto di copertina mostrava un gruppo di lavoratori abbandonati con il titolo Melacolia celor șezând pe lângă ziduri ("Malinconia di coloro che siedono vicino alle mura").
Lo stesso anno, dopo aver pubblicato la sua Poesia offensiva (che descriveva un suo rapporto sessuale con una serva) venne condannato a sei giorni di carcere; nel 1937, contemporaneamente a H. Bonciu, Bogza finì di nuovo in carcere per la Poesia offensiva, dopo che la questione venne sollevata da Ioan Alexandru Brătescu-Voinești per conto dell'Accademia rumena. Simili richieste di punizione furono espresse dallo storico Nicolae Iorga e dal poeta e politico fascista Octavian Goga. Bogza fu spesso attaccato dalla rivista nazionalista Cuget Clar di Iorga. Nello stesso periodo, anche i suoi amici e compagni surrealisti Luca e Pals furono incarcerati con accuse simili, dopo essere stati denunciati da Iorga. Altri giovani autori imprigionati per tali motivi furono Păun, Aurel Baranga e Jules Perahim.
Scrivendo per Azi, rivista curata da Zaharia Stancu, Bogza respinse l'accusa come una copertura per un aumento dell'autoritarismo, in quanto il re Carlo II di Romania cercava di competere con la Guardia di Ferro fascista. La stampa di quest'ultima accolse con favore la mossa e, utilizzando un forte linguaggio antisemita, istigò le autorità ad intervenire in casi simili di presunta oscenità, che considerava caratteristica sia del surrealismo che degli autori ebreo-rumeni associati a Bogza.
Nel 1934, durante una visita a Brașov in compagnia della moglie, Bogza incontrò Max Blecher, un giovane che, a causa del morbo di Pott, aveva iniziato a lavorare al romanzo conosciuto in seguito come Întâmplări din irealitatea imediată ("Eventi in realtà immediata"). I due divennero amici e la loro corrispondenza catalizzò in parte proprio la stesura del romanzo.

### Adozione del comunismo e dello status ufficiale
La sua crescente simpatia per il comunismo e i suoi legami con il Partito Comunista Rumeno (PCR) fece di Bogza un bersaglio della sorveglianza delle autorità. La Siguranţa Statului, i servizi segreti del paese, aprì un fascicolo su di lui, contenente rapporti regolari di informatori sconosciuti: "dato che era comunista, [Bogza] copriva la pubertà dei suoi scritti nel capo della rivolta sociale".
Alla fine del 1937, Geo Bogza si recò in Spagna come corrispondente di guerra nella guerra civile spagnola, sostenendo la parte repubblicana. La sua posizione dell'epoca fece paragoni con quella di altri intellettuali di sinistra che facevano campagne o combattevano contro le forze nazionaliste, tra cui Wystan Hugh Auden e George Orwell. Fu accompagnato in questo viaggio da Constantin Lucreţia Vâlceanu, che aveva l'ambizione di diventare scrittore, e che Bogza chiese di contribuire a un romanzo mai completato ispirato dalla guerra. Subito dopo il loro ritorno, in un gesto sorprendente, Vâlceanu si separò dal campo di sinistra e si iscrisse alla Guardia di Ferro.
Nel frattempo lo scrittore si era avvicinato al PCR, ma le loro relazioni si inacidirono verso il 1940, quando Bogza si trovò di fronte alla notizia che l'Unione Sovietica e la Germania nazista avevano firmato il patto di non aggressione. Il medico G. Brătescu, che mantenne contatti con Sașa Pană e altre figure dell'avanguardia rumena e, come lui, era militante del Partito comunista rumeno, nel 1943 registrò che c'era un accenno di tensione tra Pană e Bogza, il quale non interruppe però i legami con il surrealismo, ed era uno dei pochi a conoscere la letteratura del suo amico Sesto Pals, che poi contribuì a promuovere in patria e all'estero.
Dopo la seconda guerra mondiale e l'instaurazione del regime comunista, lo scrittore adottò e incluse nelle sue opere i temi del realismo socialista, ricevendo diversi riconoscimenti. Durante gli anni 1950, viaggiò molto in Unione sovietica e in America Latina, scrivendo diverse opere su temi quali la decolonizzazione Nel 1955, Bogza diventò membro a pieno titolo dell'Accademia rumena.
Lo storico Vladimir Tismăneanu lo ha indicato come uno dei pochi veri intellettuali di sinistra associati al regime durante gli anni 1950, accanto ad Anatol E. Baconsky, Ovid Crohmălniceanu, Geo Dumitrescu, Petru Dumitriu, Paul Georgescu, Gheorghe Haupt, Eugen Jebeleanu, Mihail Petroveanu e Nicolae Tertulianu. Secondo Tismăneanu, questo gruppo fu in grado di interpretare le politiche culturali sostenute dal leader rumeno Gheorghe Gheorghiu-Dej dopo la rivoluzione ungherese del 1956, quando il regime si rivolse contro i sostenitori della liberalizzazione come Miron Constantinescu, Mihail Davidoglu, Alexandru Jar e Ion Vitner. Commentando questo, Vladimir Tismăneanu notò che Geo Bogza e tutti gli altri non riuscirono a prendere le distanze dal nuovo stato d'animo repressivo, e che il silenzio del gruppo aiutò indirettamente il capo ideologo Leonte Răutu e il suo subordinato Mihai Beniuc a ripristinare un controllo effettivo sull'Unione degli scrittori rumeni.
Bogza rimase, tuttavia, scettico sugli obiettivi del PCR, e il suo sostegno per esso divenne molto ridotto col passare del tempo. Lo storico letterario Eugen Simion ha discusso dello sforzo dello scrittore di abbassare la portata della repressione culturale, e lo ha incluso tra gli "uomini decenti" per averlo fatto. Il fratello di Bogza, Radu Tudoran, un anticomunista che aveva rischiato una pena detentiva alla fine degli anni 1940 dopo aver cercato di fuggire dal paese, fu condannato dalla stampa comunista e visse in relativa oscurità.
Nel 1958, lo stesso Geo Bogza fu esposto a critiche ufficiali nel giornale ufficiale del Partito Comunista, Scînteia, che sosteneva che lui e altri scrittori erano stati esposti a "tendenze borghesi" e "cosmopolitismo", senza più preoccuparsi dei "desideri del popolo rumeno". Questo argomento attirò l'attenzione nella Repubblica Federale Socialista di Jugoslavia, paese che, sotto il maresciallo Josip Broz Tito, si era impegnato in un percorso indipendente criticando i paesi del blocco orientale per il loro impegno nello stalinismo. In un articolo ha contribuito a Borba, lo scrittore jugoslavo Marko Ristić, che ha parlato del rumeno come "il mio amico [...], il nostalgico, dotato e leale Geo Bogza", ha preso la campagna di Scînteia come prova che il regime Gheorghiu-Dej ricordava ancora quello di Iosif Stalin. Ristić, che temeva lo scopo e l'effetto che tali attacchi avevano sulla cultura rumena, notò che Bogza aveva "invano, facendo del suo meglio, cercando di adattarsi alle circostanze, di non tradire se stesso, anche nel periodo in cui solo Stalin [...] risolveva problemi estetici, valutando le opere artistiche e dando il tono al suo noto metodo".
Nel febbraio 1965, mentre Gheorghiu-Dej soccombeva al cancro, la conferenza dell'Unione degli scrittori rumeni facilitò un attacco senza precedenti al realismo socialista: questa controversia vide gli scrittori attaccare il presidente dell'Unione Beniuc, che fu identificato con lo stalinismo, come risultato dello scontro, in quello che fu un primo segno di liberalizzazione, Beniuc fu licenziato dal suo incarico e sostituito da Zaharia Stancu. Secondo lo storico letterario Valeriu Râpeanu, Bogza, che ha partecipato alla Conferenza, si spinse fino a chiedere che la sedia di Beniuc fosse bruciata.

### Opposizione a Ceaușescu
Membro del comitato direttivo dell'Unione degli scrittori dopo il 1965, Bogza fu redattore dell'influente rivista letteraria Viața Românească. Nonostante il suo status ufficiale, Bogza stesso criticò l'adozione di temi nazionalisti nel discorso ufficiale dopo l'ascesa di Nicolae Ceaușescu negli anni 1960. La nuova dottrina, infine consacrata nelle Tesi di aprile di Ceaușescu, lo ha visto prendere la parte opposta: nei primi anni 1970, Bogza pubblicò articoli in cui espresse critiche occulte nei confronti della rivista letteraria Viața Românească .Tismăneanu lo cita tra i più importanti intellettuali di varia formazione per averlo fatto, in una classe che comprende anche membri del corrente oniristica rumena, oltre alle figure culturali di Jebeleanu, Ion Caraion, Ștefan Augustin Doinaș, Dan Hăulică, Nicolae Manolescu, Alexandru Paleologu, Mircea Zaciu. La sua posizione anticonformista ha fatto paragoni con quella assunta dal suo collega di generazione, il poeta di etnia ungherese e importante membro dell'Unione degli scrittori József Méliusz. Nel 1976, Bogza discusse la questione della delusione, affermando: "La vita non è come un torneo, ma come un'interruzione. Dal primo all'ultimo giorno". In riferimento a tale atteggiamento, che credeva fosse legato al contesto politico, il critico letterario e romanziere B. Elvin, anch'egli ex dissidente e dissidente di sinistra, vedeva in Bogza un simbolo di "verticalità, rifiuto, disprezzo".
Bogza era tuttavia spesso ambiguo nei suoi rapporti con le autorità, mentre le sue dichiarazioni pubbliche oscillavano tra satira segreta e lode aperta. Tra il 1966 e il 1973, fu collaboratore di Contemporanul, ed era ben noto in Romania per aver pubblicato regolarmente brevi saggi su quella rivista (alcuni dei quali furono letti anche alla radio nazionale). Bogza ha avuto anche una rubrica permanente sull'influente rivista România Literară. Tra i suoi gesti di sfida censurati, si ricordano tra l'altro, il suo sostegno a Lucian Pintilie, un regista il cui lavoro è stato censurato. Nel 1968, avendo appena visto il film sovversivo Reconstituirea poco prima che fosse bandito, Bogza scarabocchio sulla macchina del regista le parole: "Lunga vita a Pintilie! L'umile Geo Bogza"; la dichiarazione fu registrata con allarme dagli agenti della polizia segreta rumena, la Securitate, che fu testimone dell'episodio.

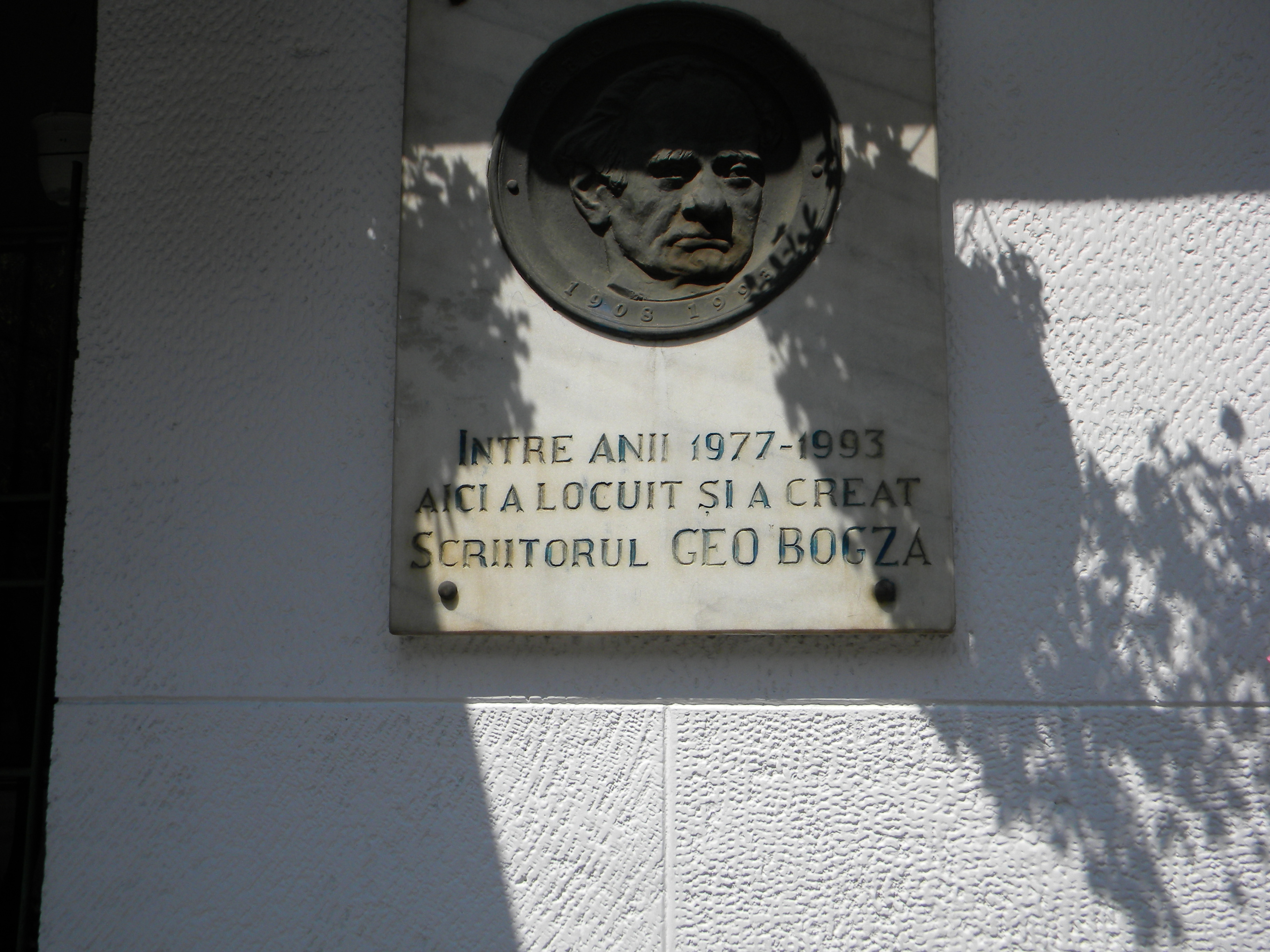
Lapide commemorativa a Bucarest

Negli anni 1970, Bogza e molti dei suoi colleghi dell'Unione degli scrittori furono coinvolti in un aspro conflitto con la rivista nazionalista Săptămâna, guidata dallo scrittore Eugen Barbu (che era anche uno dei supervisori della censura nella Romania comunista). Nel 1979, România Literară pubblicò la prova che, nei suoi scritti, Barbu aveva plagiato opere di letteratura russa. Si diffusero allora voci secondo cui Geo Bogza aveva orchestrato lo scandalo, dopo che si era trovato di fronte a un'iniziativa per trasformare l'Unione in una "Unione di scrittori comunisti". Quest'ultima iniziativa fu registrata dalla Securitate, che, in un rapporto del 1978, l'ha attribuì a Barbu e al poeta Adrian Păunescu. Secondo varie speculazioni fatte da allora, Bogza contattò uno degli ex protegés di Barbu, il quale ammise di aver copiato in precedenza testi di vari autori per essere incluso selettivamente nei romanzi di Eugen Barbu.
Nell'autunno 1980, la Securitate fu allarmata dalla presunta intenzione di Bogza di condannare i funzionari del paese per aver permesso che l'antisemitismo si esprimesse sulla stampa. Ciò avvenne dopo che il poeta nazionalista Corneliu Vadim Tudor firmò un articolo su Săptămâna, che scandalizzava i rappresentanti della comunità ebraica. Il rabbino capo della Romania, Moses Rosen, venne citato dicendo che il pezzo di Tudor era una prova del "fascismo" e del reato perseguibile di "istigazione all'odio razziale". Una nota della Securitate, pubblicata dalla rivista Ziua nel 2004, affermò che Rosen si stava preparando a sollevare la questione dell'antisemitismo nella società rumena, e ritraeva Bogza, insieme a Jebeleanu e Dan Deșliu, come "esercitare influenza" sul rabbino per farlo "chiedere pubblicamente lo smascheramento dell'"antisemitismo" nella S[ocialista] R[epubblica] di Romania".

### Fine del comunismo e ultimi anni
Bogza fu vicino anche all'apertamente dissidente Gheorghe Ursu (che, nel 1985, fu picchiato a morte per ordine della Securitate), così come al regista Mircea Săucan, lui stesso avversario del regime comunista. Una teoria attribuisce la morte violenta di Ursu a lui, che si era rifiutato di incriminare i suoi amici scrittori durante gli interrogatori, tra coloro le cui attività potrebbero aver interessato gli investigatori erano Bogza, Nina Cassian e Iordan Chimet.
Alla fine del marzo 1989, dieci mesi prima che la Rivoluzione rumena rovesciasse il comunismo, Bogza, insieme a Paleologu, Doinaș, Hăulică, Octavian Paler, Mihail Șora, e Andrei Pleșu, firmò la Lettera dei Sette, indirizzata a Dumitru Radu Popescu (capo dell'Unione degli scrittori) per protestare contro gli arresti domiciliari del poeta Mircea Dinescu da parte della Securitate. Yosef Govrin, che all'epoca fu ambasciatore di Israele in Romania,  commentò il documento e lo inviò ai membri del corpo diplomatico e ad altri ambienti: "Nonostante il suo stile sobrio, la lettera accusa fortemente l'Unione degli scrittori per non aver difeso i suoi membri e per l'alienazione tra la cultura rumena e i suoi temi".
Durante le ultime fasi della sua vita, Geo Bogza concesse una serie di interviste alla giornalista Diana Turconi, che le pubblicò come Eu sunt ținta ("Io sono il bersaglio"). Morì a Bucarest, dopo un periodo di ricovero nell'ospedale Elias.